# Viktoryia Hurava
Viktoryia Hurava est une ancienne joueuse de volley-ball biélorusse née le 30 janvier 1984 à Minsk. Elle mesure 1,82 m et jouait au poste de passeuse.

## Clubs
| Club                   | De        | À         |
| ---------------------- | --------- | --------- |
| Slavyanka Minsk        | 2000-2001 | 2005-2006 |
| Nadejda Gomel          | 2007-2008 | 2007-2008 |
| Rabita Bakou           | 2008-2009 | 2009-2010 |
| Severstal Tcherepovets | 2010-2011 | 2011-2012 |
| Indesit Lipetsk        | 2012-2013 | 2012-2013 |
| Severstal Tcherepovets | 2013-2014 | 2013-2014 |
| VK Severianka          | 2014-2015 | 2015-2016 |

## Palmarès
- Championnat de Biélorussie
  - Vainqueur : 2005.
  - Finaliste : 2004.
- Championnat d'Azerbaïdjan
  - Vainqueur : 2009, 2010.